# Comitatul Pärnu
Pärnu este un comitat din Estonia. Reședința sa este orașul Pärnu.

## Orașe
- Kilingi-Nõmme
- Pärnu
- Sindi

## Comune
- Are
- Audru
- Halinga
- Häädemeeste
- Kihnu
- Koonga
- Paikuse
- Saarde
- Sauga
- Surju
- Tahkuranna
- Tori
- Tõstamaa
- Varbla
- Vändra

## Nuclee urbane cu statut de comună
- Lavassaare
- Tootsi

## Foste comune
- Kaisma[3]
- Tali[4]